# Mikbug

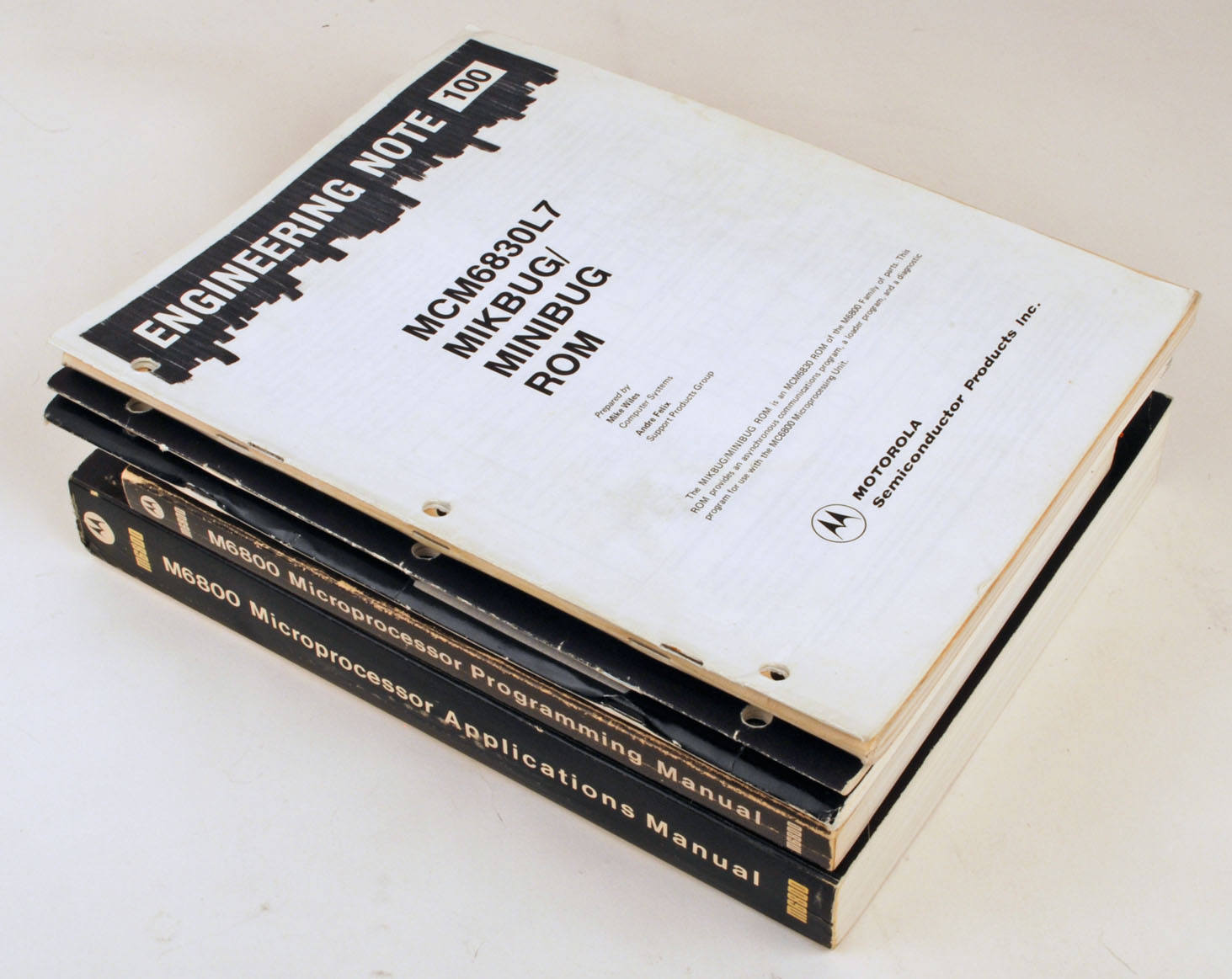
Mikbug var en del av det omfattande stödet för M6800-mikrodatorer som utvecklades av Motorolas Application Engineering Group

Mikbug, stiliserat som MIKBUG, är en ROM maskinkodsmonitor från Motorola för Motorola 6800 8-bitars mikroprocessor. Den är avsedd att "felsöka och utvärdera en användares program"
Mikbug distribuerades av Motorola 1974 på ett 1 Kbyte ROM med artikelnummer MCM6830L7. Koden använde 512 byte på kretsen, resten upptogs av en 256 byte Minibug maskinkodsmonitor – en avskalad version av Mikbug – och ett 256 byte "testmönster" (egentligen bara en annan och oanvänd version av Mikbug). Den kräver 128 byte datorminne för drift. Dess funktionalitet liknade andra maskinkodsmonitorer från den tidiga mikrodatoreran, såsom Intel MON-80 för Intel 8080.
Mikbug startas när strömmen slås på systemet för första gången, eller när systemets Reset-knapp aktiveras. Den förutsätter att det finns en terminal som användaren använder för att utfärda kommandon.

## Lista på kommandon och funktioner
| Kommando | Funktion |
| -------- | --- |
| L        | Ladda ett program från hålremsa via den anslutna terminalen. Hålremsan kan vara "binärformatterad eller Mikbug-stansad minnesdump"                                                                                   |
| M        | Visa eller ändra minnessinnehållet. |
| P        | Skriv ut och/eller stansa (punch) minnessinnehåll. Användaren lagrar startadressen på platserna A002h och A003h, och slutadressen på A004h och A005h innan kommandot matas in. Data stansas som absolut binärformat. |
| R        | Visa processorns register. |
| A        | Ändra innehållet i ett register. |
| G        | Kör ett användarprogram. |

Anropbara funktioner i Mikbug inkluderar inmatning och utmatning av ett tecken på terminalen, inmatning och utmatning av en byte i hexadecimal-format, utskrift av en sträng avslutad med EOT, samt avsluta det aktuella programmet och återgå till Mikbug.
Mikbug kan, med hjälp av M-kommandot, installera en avbrottshanterare (IRQ).
Källkodslistor över Mikbug- och Minibug-maskinkodsmonitorer finns tillgängliga online.